# Ingrid Fliter
Ingrid Fliter (Buenos Aires, 23 de septiembre de 1973) es una pianista argentina.

## Biografía
Estudió con Elizabeth Westerkamp ―discípula del pianista Vicente Scaramuzza― en Buenos Aires y su primera aparición pública fue a los 11 años en un recital, debutando a los 16 en el Teatro Colón
En 1992 ―aconsejada por Martha Argerich―, se mudó a Europa, donde estudió con Vitaly Margulis (en Friburgo de Brisgovia) y luego con Carlo Bruno (en Roma), Franco Scala y Boris Petrushansky (en Ímola). Asistió a clases magistrales con Leon Fleisher, Alexander Lonquich, Louis Lortie y Zoltán Kocsis.
Ganó el primer premio en la Cantu International Competition y el cuarto en el Ferruccio Busoni International Piano Competition y la medalla de plata en el Concurso Internacional de Piano Frédéric Chopin. En el año 2006 le fue otorgada la 2006 Gilmore Artist Award, la primera mujer en ganarlo
Debutó en Estados Unidos con la Orquesta Filarmónica de Varsovia (con Kazimierz Kord) y con la Atlanta Symphony Orchestra (con Donald Runnicles).
Suma actuaciones con, la Orquesta de Cleveland y la Orquesta del Concertgebouw, entre otras.
En 2009 obtuvo el Diploma al Mérito de los Premios Konex como uno de los 5 mejores pianistas de la década en Argentina, galardón que volvió a recibir en 2019.
Vive entre Nueva York y Milán.

## Discografía
- Beethoven: Sonatas; Chopin: Waltzes, etc. / Ingrid Fliter
- Chopin: Barcarolle Op. 60, Impromptu in C sharp minor, etc. / Ingrid Fliter
- Chopin: Complete waltzes / Ingrid Fliter
- Chopin: Waltzes, scherzos, etc. / Ingrid Fliter
- Ingrid Fliter: Live in recital (DVD)